# Stor-Esboviken
Stor-Esboviken (finska: Suur-Espoonlahti) är ett storområde i sydvästra delen av Esbo stad. Esbo stad är indelat i sju storområden som används av stadens administration. Stadsdelar i Stor-Esboviken är Esboviken, Kaitans, Ladusved, Nöykis, Bastvik, Sökö och Sommaröarna.